# Anthony Villanueva

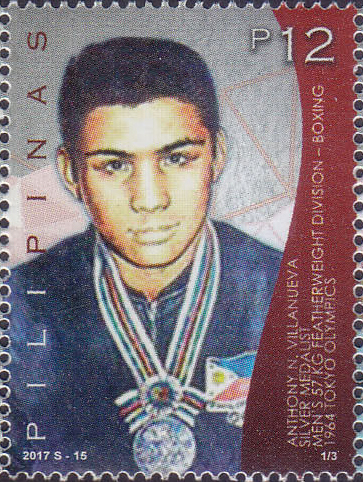
Anthony Villanueva

Anthony "Boy" Villanueva (18 maart 1945 – Cabuyao, 13 mei 2014) was een Filipijns bokser. Hij was de eerste Filipijnse zilverenmedaillewinnaar op een Olympische Spelen.

## Biografie
Anthony Villanueva werd geboren op 18 maart 1945. Zijn ouders waren Flora en Jose Villanueva, een amateurbokser en winnaar van de bronzen medaille in het bantamgewicht op de Olympische Spelen van 1932. Villanueva kreeg al op vierjarige leeftijd zijn eerste bokshandschoenen. Hij werd getraind door zijn vader en vocht al op jonge leeftijd in het Rizal Coliseum in Manilla. Begin jaren zestig werd hij opgenomen in het Far Eastern University Boxing Team en in 1962 won Villanueva het Filipijnse Open Amateur Kampioenschap Bantamgewicht. Een jaar later veroverde hij de gouden medaille op de Aziatische Kampioenschappen in Taipei.
Hoewel zijn vader eigenlijk vond dat Villanueva professional moest worden, besloot hij om in 1964 eerst voor zijn kansen te gaan op de Olympische Spelen van Tokyo. In de kwalificatie voor de Spelen ging het echter bijna mis toen hij al in de 1e ronde tegen de grond werd geslagen door zijn tegenstander Jose Ramirez. Hij wist zich echter te kwalificeren middels een omstreden overwinning op punten. De Spelen zelf verliepen voorspoedig voor Villanuava. Hij versloeg Amerikaan en de favoriet voor goud Charles Brown met 4-1 en verbeterde uiteindelijk de prestatie van zijn vader door de winst van de zilveren medaille in de categorie vedergewicht (tot 57 kg). In de finale verloor Villanueva middels een omstreden uitslag met 3-2 van de Rus Stanislav Stepashkin. 
Na zijn Spelen speelde hij, gebruikmakend van zijn populariteit, in de films Malakas Kaliwa't Kanan met Nida Blanca en Salonga Brothers met Joseph Estrada. Kort daarna, in april 1965, kondigde zijn vader aan dat Villanueva professional werd. Op 2 oktober won hij in het Aratena Coliseum zijn eerste partij als prof op punten tegen de Japanner Shigeo Nirasawa. De partij was echter het aanzien niet waard en van Villanueva's populariteit was nauwelijks meer iets over. Zijn carrière als profbokser was daarna snel voorbij. Hij vocht nog drie of vier wedstrijden en verloor hij er drie. 
Villanueva emigreerde in 1976 naar de Verenigde Staten. Hij werkte onder meer als kok en beveiliger voor onder andere het Filipijnse consulaat in New York. In 1988 keerde Villanueva terug naar de Filipijnen. In 2000 werd hij vanwege zijn Olympische prestatie gekozen tot een van de beste Filipijnse sporters van het millennium. Hij was ondanks zijn olympische succes echter tamelijk arm en probeerde zelfs drie maal zijn medaille te verkopen. 
Villanueva overleed in 2014 op 69-jarige leeftijd in Cabuyao in zijn slaap. Villanueva was getrouwd met Liezl Deldia en had met haar een zoon. Daarnaast had hij met eerste vrouw twee dochters en kreeg hij een zoon met een andere vrouw.